# الورم الميلانيني وعلم التخلق
الورم الميلانيني هو سرطان خبيث نادر ولكنه عدواني ينشأ من الخلايا الميلانينية. توجد هذه الخلايا الميلانينية في الطبقة القاعدية للبشرة وتنتج الميلانين بتنظيم من الهرمون المنشط للخلايا الميلانينية. رغم أن الورم الميلانيني لا يمثل سوى عدد قليل من جميع سرطانات الجلد، يعد سبب أكثر من 50% من الوفيات المرتبطة بالسرطان. بسبب قدرته العالية على الانبثاث وارتفاع معدل الوفيات المرتبطة به، بالإضافة إلى انتشاره بين الفئات العمرية الأصغر، أصبح الورم الميلانيني من السرطانات الخبيثة الخاضعة لبحوثات مكثفة. يشتبه في أن التعديلات ما فوق الجينية تؤثر على ظهور العديد من الأمراض المرتبطة بالسرطان، وقد يكون لها دور في ظهور الورم الميلانيني.
في السنوات القليلة الماضية، أصبحت التغيرات الكيميائية في الجينوم (المجموع المورثي) أكثر وضوحًا، وقد تكون هذه التغيرات حاسمة في تطور الخباثات. يشار إلى عملية التغير هذه باسم علم التخلق (علم ما فوق الجينات) (باتينو وآخرون 2008). علم التخلق هو المصطلح المستخدم للإشارة إلى التغيرات المستقرة في الدنا (الحمض النووي الريبوزي منقوص الأكسجين) التي تؤثر على التعبير الجيني ولكنها لا تشمل تغييرات في تسلسل النوكليوتيدات الأساسي للكائن الحي (باتينو وآخرون 2008). تتضمن الآليات التي تشكل علم التخلق نقص وفرط مثيلة الدنا وتعديلات الهستون التي تشمل الأستلة والمثيلة والفسفرة وتعديلات ما بعد الترجمة التي تشمل إسكات الرنا (الحمض النووي الريبوزي). قد تسبب هذه التعديلات حدوث أنماط تعبير مختلفة، ما قد يؤدي إلى تغييرات ضمن الخلايا. تسبب بعض هذه التغيرات تشكل خلايا سرطانية أو اضطرابات خطيرة أخرى مختلفة في وظيفة الخلية، من بين العديد من العواقب الأخرى. لا تتشكل الخلايا السرطانية جراء تغيير واحد فقط.

## دور مثيلة السايتوسين في الورم الميلانيني
من بين التغيرات ما فوق الجينية في السرطان، تعتبر مثيلة الدنا الأكثر دراسةً، رغم أنها ليست التغير الوحيد الذي يمكن أن يحدث. مثيلة الدنا هي تعديل تساهمي للدنا تتم فيه إضافة مجموعة الميثيل إلى الموقع سي 5 (الكربون رقم 5) من السايتوسين بواسطة الدنا ميتيل-ترانسفيراز. غالبًا ما يحدث ذلك في المناطق الغنية بثنائي النوكليوتيد سايتوسين-فوسفات-غوانين، والمعروفة باسم جزر سي ي جي (ثنائي النوكليوتيد CpG)، وتقع بشكل خاص في المناطق المحفزة للجينات في الجينوم البشري (باتينو وآخرون 2008). تتم مثيلة هذه المناطق المحفزة بطرق معينة وقد تكون غير ممثيلة إطلاقًا. مع ذلك، عند تغير نمط مثيلة جزر سي ي جي (بشكل عام إذ يتم عكس نمط المثيلة)، قد يطرأ تغيير على عملية النسخ، ما قد يؤدي إلى حدوث السرطان. يُعزى ذلك إلى فرط تكثيف الكروموسومات، ما يمنع بوليميراز الحمض النووي الريبوزي وعوامل النسخ الأخرى من التعرف على الدنا والارتباط به. قد يؤدي ذلك إلى إسكات الجينات، وقد يكون إسكات الجينات خطيرًا على الخلايا، خاصةً عندما يكون لهذه الجينات دور في الحفاظ على دورة الخلية.

## دور تعديل الهستون في الورم الميلانيني
تلعب تعديلات الهستون دورًا كبيرًا في علم التخلق بسبب تنوع طرق حدوثها وتأثيراتها. تحدث التعديلات على الهستونات في أشكال عديدة، وما تزال أغلبها غير مفهومة بشكل واضح. تعد المثيلة والأستلة والفسفرة وإضافة اليوبيكويتين الفئات الرئيسية لتعديلات الهستون، بالإضافة إلى مجموعة من التغيرات الأخرى التي تؤدي إلى تنوع التعبير الجيني.
تسبب مثيلة الهستونات بشكل عام إيقاف تفعيل الجينات. تعتبر مثيلة الهستونات مهمة أيضًا للحفاظ على حدود الكروماتين المغاير وقد يؤدي سوء التنظيم إلى فرط أو نقص التعبير عن الجينات. قد يؤدي التعبير الزائد أو الناقص إلى تكوين خلايا سرطانية في الكائن الحي. على الطرف الآخر من الطيف، يؤدي نزع الميثيل إلى تفعيل الجينات. قد يكون هذا التفعيل ضارًا بالخلايا، إذ تتعطل عملياتها بسبب النواتج الجينة غير الضرورية. غالبًا ما تحدث مثيلة الهستون في منطقة المحفز، وهي تشبه مثيلة السايتوسين في الآلية والوظيفة.

## الأدوار التي تلعبها جزيئات الحمض الريبوزي النووي الميكروي في تطور الورم الميلانيني
تساءل العلماء حول كيفية انتقال خلايا الورم الميلانيني من الأورام الكبرى الموجودة على سطح الجلد إلى الكبد والدماغ والرئتين والأعضاء الأخرى حيث تصبح مدمرة للغاية ومقاومة للعلاجات وتسبب الوفاة حتى. تحاول الأبحاث الجارية الإجابة على سؤال كيف ولماذا تصبح خلايا الورم الميلانيني معيبة وتسبب ضررًا للأفراد. وجدت العديد من الدراسات أن بعض أنواع جزيئات الرنا قصيرة السلسلة، والتي تسمى جزيئات الحمض الريبوزي النووي الميكروي (الرنا الميكروي)، ترتبط بهذه الخصائص الضارة لخلايا الورم الميلانيني.
جزيئات الرنا الميكروي هي جزيئات رنا غير مشفرة يبلغ طولها نحو 20-22 نوكليوتيد. تلعب دورًا في التنظيم الجيني ما بعد النسخ، وتمنع إنتاج بروتين معين. يمكنها القيام بذلك بعدة طرق، مثل الارتباط بالحمض النووي الريبوزي الرسول (الرنا الرسول) وتدميره، بحيث لا يتمكن من إنتاج البروتين. أُثبت أيضًا أن جزيئات الرنا الميكروي ترتبط مباشرة بجزيئات الرنا الرسول وتسكتها قبل أن تُترجم إلى بروتينات تلعب أدوارًا مهمة في عملية النسخ (أودونيل وآخرون 2005). يوجد نحو 1000 جزيئة رنا ميكروي في الجينوم البشري، وتكون نحو 33% من جميع جزيئات الرنا الرسول البشرية خاضعة للتنظيم من قبلها (ليو وآخرون 2012).